# Apró Antal
Apró Antal (Szeged, 1913. február 8. – Budapest, 1994. december 9.) magyar politikus, kommunista vezető. A Dobi-kormány építőanyagipari minisztere, majd 1953 és 1956 között Magyarország miniszterelnök-helyettese, mint a Magyar Népköztársaság Minisztertanácsának (első) elnökhelyettese. Az 1956-os forradalom alatt a második Nagy Imre-kormány tagja, azonban később elárulta Nagy Imre kormányfőt, majd személyesen felügyelte koncepciós perét. 1957 és 1971 között újra miniszterelnök-helyettes, majd 1971 és 1984 között az Országgyűlés elnöke.

## Életrajza
Apró Piroska, mindszenti születésű 19 éves, római katolikus vallású szakácsnő törvénytelen gyermekeként született. A házasságon kívül született gyermekekre akkoriban vonatkozó szokás szerint anyja vezetéknevét kapta meg, aki nem tudván ellátni, lelencházba adta.
Az elemi iskola elvégzése után Makón, majd Budapesten szobafestőként (mázolósegéd) dolgozott. 1930-tól tagja volt a Magyar Építőipari Munkások Országos Szövetségének (MÉMOSZ), 1931-től pedig a Kommunisták Magyarországi Pártjának. 1935-től egyik szervezője volt az építőmunkások sztrájkjának.
1938. május 8-án Budapesten, a Terézvárosban feleségül vette a pélyi születésű, elvált, római katolikus vallású Kovách Klárát, Kovách István és Varga Mária lányát. 1938-ban beválasztották a MÉMOSZ országos vezetőségébe. Többször letartóztatták és internálták, 1942-ben letartóztatták és Rajk Lászlóval együtt Kistarcsára került, ahonnan több mint egy évi internálást követően megszökött, és Budapesten folytatta az illegális kommunista mozgalom szervezését. 1944 szeptemberében a Békepárt Központi Bizottságának tagja lett, megbízták az ellenálláshoz szükséges fegyverek beszerzésével.

### A második világháború után
1945. január 22-étől a Magyar Kommunista Párt (MKP) Központi Vezetősége Szakszervezeti Osztályának a vezetője, februártól a KV Tömegszervezetek és Tömegmunka Osztály irányítója lett, majd az 1945. április 13-án létrehozott KV Szakszervezeti Bizottság élére került. 1946 májusától az MKP Politikai Bizottságának (PB) pót-, majd rendes tagja, októbertől részt vett a Szervezőbizottság munkájában. 1948-ban tagja az MKP-SZDP (Szociáldemokrata Párt) Közös Szervezőbizottságának. 1945-től országgyűlési képviselő.

### Tevékenysége a Rákosi-korszakban
1948 és 1951 között a Szakszervezetek Országos Tanácsának (SZOT) főtitkára volt. Rákosi Mátyás és Gerő Ernő bírálta „szindikalizmusa” miatt, a Kádár-perben pedig majdnem vádlottá tették.

„Az imperialisták utasítását követve 1949 decemberétől hozzáláttam pártellenes csoport szervezéséhez...Apró Antal PB-tagra azért gondoltam, mert gyenge jellemű, pártellenes beállítottságú embernek ismertem... láttam, hogy Apró a Rajkot leleplező KV-ülésen sírva fakadt.”

– Kádár János 1951. július 9-i vallomása Pünkösti Á.: Rákosi a csúcson

1949 augusztusától 1952. január elejéig, valamint 1953 júliusa és novembere között az Elnöki Tanács tagja. 1952 elején építőanyag-ipari miniszter, majd a minisztériumok összevonása után 1953 júliusától az építésügyi miniszter első helyettese lett.
1953 júniusában kikerült a Magyar Dolgozók Pártja (MDP) Politikai Bizottságából (PB), de novemberben visszaválasztották és ekkor a Minisztertanács elnökhelyettese is lett. A jogtalanul elítélt volt párttagok rehabilitálásával kapcsolatos határozat végrehajtását irányító bizottság, majd 1955 márciusa után a koncepciós perek áldozatainak rehabilitálásával foglalkozó bizottság tagja.
1956. június 16-án a Hazafias Népfront (HNF) Országos Tanácsának elnökévé választották. Ezt a funkcióját 1957-ig töltötte be. 1956. október 6-án beszédet mondott Rajk László és kivégzett társai temetésén.
1971-ig Magyarország állandó képviselője a KGST tanácsában.

### Az 1956-os forradalom során
1956. október 23-án éjszaka az MDP KV Katonai Bizottság tagjává választották. Másnap egy belső utasításban „fasiszta csőcseléknek” nevezte a forradalomban résztvevőket. Október 27-étől Nagy Imre nemzeti kormányában a Minisztertanács elnökhelyettese és építésügyi miniszter. Október 28-án bekerült a párt irányítására létrehozott elnökségbe. Az 1956-os forradalom után kinevezték a Magyar–Szovjet Baráti Társaság elnökének.

„
Ungvári rádió – 1956. november 4., 5:05
Nyílt levél a dolgozó néphez
Honfitársaink, munkás és paraszt testvéreink!
Az alulírottak: Apró Antal, Kádár János, Kossa István és Münnich Ferenc miniszterek, Nagy Imre kormányának volt tagjai bejelentjük, hogy 1956. november 1-jén megszakítva ezzel a kormánnyal minden kapcsolatunkat, kiléptünk a kormányból és kezdeményeztük a Magyar Forradalmi Munkás-Paraszt Kormány megalakítását.”

– A Forradalmi Munkás-Paraszt Kormány kiáltványa

### Pályája a Kádár-rendszerben
1956. november 2-án a tököli szovjet parancsnokságra menekült, majd Szolnokra vitték. November 4-étől a Kádár-kormányban az iparügyek felelőse. 1956. november 7-étől a Magyar Szocialista Munkáspárt (MSZMP) Ideiglenes Intézőbizottságának (IIB) tagja, decembertől a Gazdasági Bizottság vezetője. 1957-ben a Minisztertanács elnökhelyettese.
Személyesen felügyelte Nagy Imre és mártírtársainak koncepciós perét; 1958. június 17-én ő jelentette be az Országgyűlésben Nagy Imre és három társa kivégzését, amelyet a „nép jogos elégtételének… az ellenforradalom méltó megbosszulásának” nevezett. Az MSZMP KB határozata alapján ezen érdemeiért a budapesti Szemlőhegy utcában kiutalták részére a nagypolgári Lovassy-Stürmer orvoscsalád volt villájának nagyobbik lakrészét. A nép körében az 1956 utáni keményvonalas megtorló politikát támogató fellépése miatt vált hírhedtté, a Magyar Forradalmi Munkás-Paraszt Kormány másik két vezető személyiségével együtt mint „Kádár-Apró-Dögei”-t emlegette a pesti közbeszéd.
Sajnos Kádár, Kállai, Münnich, akik a múltban megszenvedtek az eszméért, nem  tudják megfékezni, Apró Antalt, Kiss Károlyt és a másod-, harmadrendű kádereket. Ezek az országot oda akarják visszavinni, ahol 1956 előtt voltunk. S ha ezt teszik,  újabb forradalmat, nemzeti megmozdulást idéznek elő akaratlanul is.

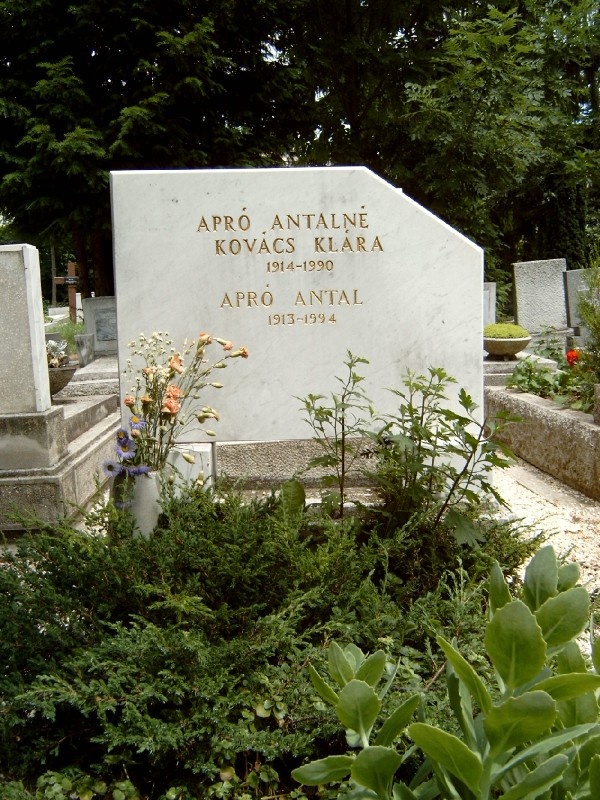
Apró Antal és feleségének sírja Budapesten. Farkasréti temető: 12/2-1-40.

1958. január végétől 1961 szeptemberéig a Minisztertanács első elnökhelyettese volt. 1961-ben a Nemzetközi Kapcsolatok Bizottságának élére helyezték. Magyar részről ő írta alá a „Barátság I.” kőolajvezeték megépítésének szerződését és az atomerőmű-programmal kapcsolatos dokumentumokat.
1971. május 12-én felmentették addigi tisztségeiből, majd az Országgyűlés elnökévé választották. Ezt a pozíciót 1984 decemberéig töltötte be. 1978. január 6-án ebben a minőségben ő vette át a magyar nép nevében Cyrus Vance amerikai külügyminisztertől az Egyesült Államok által visszaszolgáltatott Szent Koronát. 1973-ban a Szovjetunióban megkapta az Októberi Forradalom érdemrendet.
1980-ban kimaradt a Politikai Bizottságból (PB), majd az 1988 májusi pártértekezleten a Központi Bizottságból (KB) is. 1989. március 8-án lemondott a parlamenti képviselői mandátumáról és visszavonult a politikától.

## Családja
Három gyermeke született, Antal, János és Piroska, aki közgazdász. Unokája Dobrev Klára, Gyurcsány Ferenc volt miniszterelnök egykori felesége.

## Főbb művei
- Munkásegységgel – a magasabb életszínvonalért . Farkas Mihály, Kossa István, Apró Antal felszólalásai a Magyar Kommunista Párt 3. kongresszusán; Szikra, Bp., 1946
- Szakszervezeti feladatok. Apró Antal előadásai alapján; MKP Országos Oktatási Osztálya, Bp., 1947 (Oktatási füzetek. Városi tanfolyam. Gyakorlati ismeretek)
- Szakszervezetek a szocializmus építéséért; Szakszervezeti Tanács, Bp., 1948
- A Hazafias Népfront és a tanácsválasztások kérdései; hozzászólás Farkas Mihály, Ács Lajos; Szikra, Bp., 1954
- A tanácsok szerepe népi demokratikus rendszerünkben; Kossuth, Bp., 1959
- A szocialista országok gazdasági együttműködésének legfontosabb kérdései; Kossuth, Bp., 1960 (Az MSZMP Központi Bizottsága Politikai Akadémiája)
- A szocialista országok gazdasági együttműködéséért; Kossuth, Bp., 1964
- A szocialista országok gazdasági együttműködésének időszerű kérdései; Kossuth, Bp., 1964 (Az MSZMP Központi Bizottsága politikai akadémiája)
- Gazdasági együttműködésünk a szocialista országokkal; Kossuth, Bp., 1966 (Az MSZMP Központi Bizottsága politikai akadémiája)
- A KGST-országok gazdasági együttműködése és a magyar népgazdaság; Kossuth, Bp., 1968
- A szocializmus építésének útján; Kossuth, Bp., 1975